# Medo condicionado
O Medo condicionado é, no contexto da psicologia, um processo psicológico fundamental no qual um organismo aprende a associar um estímulo inicialmente neutro com um evento aversivo ou ameaçador, resultando no desenvolvimento de uma resposta de medo ao estímulo antes neutro. Este fenômeno é uma forma de aprendizado associativo que possui papel central nos mecanismos de sobrevivência de diversas espécies.
Uma vez fixado no cérebro do indivíduo por qualquer razão que seja, alguém ou algo passa a representar forte influência no comportamento desse individuo tornando-o assim, receptivo à situação que lhe causa o medo. O cérebro registra, conecta-se e responde a cada ação tomada, assim, temer algo ou alguém é um princípio condicionado ao cérebro por situações expostas na mente do indivíduo.
Na psicologia cognitiva e neurociência comportamental, o medo condicionado é considerado um modelo experimental particularmente valioso devido à sua replicabilidade, estabilidade e relevância para processos adaptativos naturais. O estudo do medo condicionado tem contribuído significativamente para a compreensão dos mecanismos neurais e cognitivos subjacentes às memórias emocionais, comportamentos defensivos e diversos transtornos psiquiátricos relacionados à ansiedade.

### Definição técnica
De forma mais específica, o medo condicionado ocorre quando um estímulo condicionado (EC) – originalmente neutro, como um som ou uma luz – é combinado repetitivamente com um estímulo incondicionado (EI) aversivo, como um choque elétrico ou um ruído intenso. Após múltiplas repetições, o EC por si só é capaz de desencadear uma resposta condicionada (RC) de medo, tipicamente caracterizada por um conjunto de alterações fisiológicas (como aumento da frequência cardíaca, pressão arterial, liberação de hormônios do estresse), comportamentais (como imobilidade, evitação e fuga) e psicológicas (como sensação subjetiva de medo ou ansiedade).
Esse processo de aprendizagem apresenta características distintas bem definidas. Ele é marcado pela rápida aquisição, onde a associação entre Estímulo Condicionado (EC) e Estímulo Incondicionado (EI) pode ser estabelecida em pouquíssimas tentativas (ás vezes até após uma única experiência), especialmente quando o EI possui alta intensidade. Outro aspecto desse processo é a persistência das memórias de medo condicionado, que frequentemente permanecem por longos períodos mesmo sem reforço. Adicionalmente, observa-se que a resposta condicionada se estende também a estímulos semelhantes ao EC original e que o medo condicionado demonstra significativa sensibilidade ao contexto, sendo fortemente influenciado pelo ambiente em que ocorrem os processos de aprendizagem e evocação.

## História
O estudo do medo condicionado tem suas raízes no início do século XX, desenvolvendo-se paralelamente às investigações fundamentais sobre os princípios de condicionamento e aprendizagem associativa. Embora o termo específico "medo condicionado" não fosse utilizado inicialmente, os primeiros pesquisadores comportamentais já observavam respostas emocionais negativas que podiam ser associadas a estímulos originalmente neutros.
Edwin Twitmyer (1873-1943) documentou acidentalmente em 1902 o que poderia ser considerado uma das primeiras observações sistemáticas de uma resposta reflexa condicionada em humanos, quando estava estudando o reflexo patelar. Durante seu experimento, ele observou que seus participantes eventualmente apresentavam o reflexo do joelho apenas ao ouvir o som do sino que anteriormente havia sido pareado com o golpe no tendão patelar. Embora este experimento não focasse especificamente em respostas de medo, estabeleceu uma base que mais tarde seria aplicada ao estudo do condicionamento emocional.

### Experimentos de Pavlov e sua relação com o medo
O filósofo russo Ivan Petrovich Pavlov (1849-1936) transformou o entendimento da aprendizagem associativa com seus estudos sobre o condicionamento clássico, inicialmente realizados com cães. Embora seus experimentos mais conhecidos se concentrassem na salivação como resposta condicionada a estímulos neutros, ele também observou e documentou respostas defensivas e de medo em seus sujeitos experimentais.
Em algumas de suas publicações, Pavlov descreveu o que chamou de "reflexo de defesa condicionado", observando que estímulos previamente associados a experiências desagradáveis podiam provocar manifestações comportamentais de medo. Notou-se também que essas respostas defensivas condicionadas eram mais resistentes à extinção do que outros tipos de respostas condicionadas.
Nos seus experimentos, Pavlov dava ênfase no controle experimental rigoroso e mensurações objetivas, o que contribuiu para a credibilidade do seu trabalho e faz com que suas observações sobre a formação, manutenção e extinção de associações aprendidas continuem relevantes nas conceituações modernas do medo condicionado.

### Trabalhos de Watson e Rayner (experimento do Pequeno Albert)
Um grande marco no estudo do medo condicionado foi o experimento conduzido por John B. Watson e Rosalie Rayner em 1920, que ficou conhecido como o caso do "Pequeno Albert". Este experimento controverso representou a primeira demonstração sistemática de indução experimental de medo em um ser humano através de condicionamento clássico.
Nesse caso, um bebê de 11 meses, identificado como Albert B., inicialmente sem medo de ratos brancos e outros objetos peludos foi condicionado a uma resposta de medo por meio da apresentação um rato branco (estímulo condicionado) simultaneamente com um som alto e assustador produzido ao bater em uma barra de metal (estímulo incondicionado). Após repetidas associações, Albert desenvolveu uma resposta de medo ao rato e, significativamente, demonstrou generalização desta resposta para outros objetos brancos e peludos, como coelhos e casacos de pele.
Apesar das falhas éticas desse experimento, ele teve um impacto profundo no desenvolvimento da psicologia comportamental e no estudo específico do medo condicionado por demonstrar que respostas emocionais, como o medo, podiam ser condicionadas seguindo os princípios do condicionamento pavloviano.

### Desenvolvimentos posteriores e consolidação do campo
Nas décadas seguintes aos trabalhos de Pavlov, Watson e Rayner, o estudo do medo condicionado expandiu, incorporando novas metodologias e perspectivas teóricas. Muitos filósofos e cientistas começaram a se interessar pelo assunto e formular pesquisas sobre, e essa tradição de pesquisa ao longo de mais de um século estabeleceu o medo condicionado como um dos fenômenos mais robustos e bem estudados na psicologia e neurociência, fornecendo insights fundamentais tanto para a compreensão básica dos processos de aprendizagem emocional quanto para o desenvolvimento de intervenções clínicas para transtornos relacionados ao medo e à ansiedade.

## Mecanismos neurobiológicos
O medo condicionado é sustentado principalmente por circuitos neurais centrados na amígdala, que é uma estrutura cerebral crucial para o processamento emocional uma vez que funciona como um hub de processamento que integra informações sensoriais, contextuais e mnemônicas para formar associações de medo.
Joseph LeDoux e colaboradores mapearam duas vias neurais principais envolvidas no processamento do medo. A primeira delas foi chamada de via "baixa" (tálamo-amígdala), esta permite respostas rápidas e automáticas a ameaças potenciais, operando abaixo do nível da consciência. A segunda é a via "alta" (tálamo-córtex-amígdala), que proporciona processamento mais lento e detalhado e consciente do estímulo.

### Estruturas cerebrais envolvidas além da amígdala
- Hipocampo: crucial para a contextualização das memórias de medo, permitindo que o organismo consiga diferenciar contextos seguros e perigosos. Lesões nesta estrutura prejudicam especificamente o condicionamento ao contexto, mas não ao estímulo específico, sugerindo seu papel na formação de representações contextuais complexas.[16]
- Córtex pré-frontal medial: implicado na regulação e extinção do medo condicionado. Sua região infralímbica está particularmente envolvida na extinção do medo, enquanto a região pré-límbica facilita a expressão do medo condicionado.[17]
- Substância cinzenta periaquedutal: coordena respostas comportamentais defensivas como congelamento e fuga.[18]

A nível celular e molecular, o medo condicionado envolve processos de potenciação de longo prazo (LTP) em sinapses dentro da amígdala. Nesses processos tanto neurotransmissores como glutamato, GABA, noradrenalina e serotonina, como neuromoduladores tais quais os endocanabinoides e neuropeptídeos (por exemplo o fator liberador de corticotropina) influenciam significativamente o processamento do medo.

### Circuitos neurais do medo condicionado
O circuito neural do medo condicionado envolve processos de:
- Aquisição: Durante o pareamento inicial EC-EI, sinapses na amígdala lateral são fortalecidas através de mecanismos de plasticidade Hebbianos. Esta potenciação sináptica permite que o EC sozinho ative posteriormente os circuitos de medo.
- Consolidação: A formação da memória de medo de longo prazo envolve síntese proteica na amígdala, sendo influenciada por moduladores como glicocorticoides e noradrenalina, especialmente após experiências emocionalmente intensas.
- Expressão: Quando o EC é posteriormente encontrado, a via amígdala → hipotálamo → tronco cerebral orquestra respostas autonômicas (aumento da frequência cardíaca, pressão arterial), comportamentais (congelamento, fuga) e endócrinas (liberação de cortisol).
- Extinção: Envolve aprendizado ativo mediado pelo córtex infralímbico, que ativa interneurônios inibitórios na amígdala para suprimir respostas de medo, sem apagar a memória original.

## Processos Psicológicos
Como o medo condicionado é uma forma de aprendizagem associativa que exemplifica o condicionamento clássico (onde o EC adquire a capacidade de evocar respostas defensivas similares àquelas originalmente provocadas pelo EI), ele é essencial para a compreensão de como os organismos aprendem a associar estímulos neutros a eventos potencialmente perigosos, contribuindo para a adaptação e a sobrevivência.
As respostas causadas pelo medo condicionado podem variar em cada indivíduo. Elas podem ser respostas autonômicas exemplificadas por alterações na frequência cardíaca, pressão arterial, respiração e atividade eletrodérmica; Outro exemplo são as respostas comportamentais que se apresentam por vezes como congelamento, sobressalto potencializado, esquiva ativa ou passiva; Existem também respostas endócrinas que apresentam a liberação de hormônios do estresse como cortisol e adrenalina; E, por fim, respostas cognitivas (como expectativa de perigo, viés atencional para ameaças, interpretações catastróficas) também podem ser apresentadas.
Existem também outros processos associados ao medo condicionado, alguns deles são:
- Inibição condicionada: quando um estímulo sinaliza a ausência do EI e, portanto, se torna inibitório.
- Condicionamento de segunda ordem: quando um estímulo neutro adquire propriedades de eliciação de medo ao ser pareado com um EC previamente estabelecido
- Sombreamento: quando um EC mais saliente ou preditivo reduz o condicionamento a outros estímulos presentes simultaneamente

O medo condicionado também demonstra várias características distintivas em relação a outras formas de aprendizagem associativa como mencionado anteriormente, dentre elas estão a aquisição rápida, resistência à extinção e grande persistência ao longo do tempo. Estas características, como proposto por Öhman e Mineka (2001), refletem o valor adaptativo da rápida aprendizagem de associações relacionadas a ameaças.

## Modelos Experimentais
Os modelos experimentais de medo condicionado são amplamente utilizados na pesquisa em neurociência e psicologia para investigar os processos de aquisição, extinção e generalização do medo. Esses modelos são aplicados tanto em estudos com humanos quanto com animais, especialmente roedores, e têm sido fundamentais para a compreensão dos mecanismos neurais e comportamentais associados ao medo.
Um dos paradigmas mais utilizados é o paradigma de esquiva inibitória, no qual o animal aprende a evitar um estímulo aversivo, permitindo avaliar aspectos da aprendizagem e da memória relacionadas ao medo. Outro modelo amplamente empregado é o paradigma de som e choque (tone-shock), em que um estímulo neutro, como um som, é repetidamente emparelhado com um estímulo aversivo, como um choque elétrico, resultando em uma resposta condicionada de congelamento (freezing).
Estudos também têm investigado a extinção do medo condicionado em diferentes contextos biológicos. Por exemplo, pesquisas com fêmeas em ciclos ovarianos naturais evidenciam a importância de variáveis hormonais na modulação da resposta ao medo, ressaltando a necessidade de considerar fatores biológicos no desenvolvimento e na interpretação dos modelos experimentais.

### Tipos de Modelos de Medo Condicionado
Os modelos de medo condicionado são classificados em diferentes tipos, cada um permitindo investigar aspectos específicos desse fenômeno. No condicionamento ao contexto, o organismo desenvolve uma associação entre um ambiente específico e a ocorrência de um estímulo aversivo, o que possibilita estudar como o contexto espacial influencia a evocação das respostas de medo. Já o condicionamento ao estímulo discreto envolve a associação entre um estímulo específico (como um som ou uma luz) e um evento aversivo, de modo que, após a aprendizagem, o estímulo discreto por si só torna-se capaz de desencadear a resposta de medo. Outro modelo importante é a extinção do medo, processo que consiste na apresentação repetida do estímulo condicionado sem o acompanhamento do estímulo aversivo, resultando gradualmente na diminuição da resposta de medo. Este último modelo é particularmente relevante para o estudo da plasticidade neural e dos mecanismos subjacentes à regulação emocional.

## Aplicações Clínicas
O estudo do medo condicionado possui importantes implicações clínicas, especialmente no contexto do diagnóstico e tratamento de transtornos de ansiedade. A compreensão dos mecanismos neurais e comportamentais subjacentes à aquisição e extinção do medo tem contribuído significativamente para o desenvolvimento de intervenções terapêuticas mais eficazes.
Uma das abordagens mais influentes é a terapia cognitivo-comportamental (TCC), que utiliza técnicas de exposição baseadas nos princípios da extinção do medo condicionado. Nessa abordagem, o paciente é exposto, de forma controlada e progressiva, ao estímulo temido, com o objetivo de modificar respostas emocionais desadaptativas — processo conhecido como dessensibilização sistemática ou exposição in vivo.
Além das intervenções comportamentais, pesquisas contemporâneas vêm explorando a influência de fatores genéticos e neurobiológicos na resposta ao medo condicionado. Esses estudos visam identificar marcadores individuais que possam orientar tratamentos personalizados. Por exemplo, variantes genéticas como os polimorfismos do gene BDNF têm sido associadas a diferentes padrões de resposta ao medo e à extinção.

### Transtornos Associados ao Medo Condicionado
O medo condicionado está diretamente relacionado à compreensão e ao tratamento de diversos transtornos psicológicos, incluindo:
- Transtorno de estresse pós-traumático (TEPT)
- Fobias específicas
- Transtorno de ansiedade generalizada (TAG)
- Transtorno obsessivo-compulsivo (TOC), especialmente em casos envolvendo esquiva relacionada ao medo.

## Tratamentos para a extinção do medo condicionado

### Terapia Cognitivo-Comportamental (TCC) com Exposição
Como citado anteriormente, a TCC é uma abordagem eficaz e amplamente utilizada no tratamento de transtornos de ansiedade. Ela envolve a exposição gradual e controlada do paciente a estímulos que provocam medo, com o objetivo de reduzir a resposta de ansiedade associada. Durante o processo, são utilizadas técnicas como:
Exposição interoceptiva: Tradicionalmente utilizada em contextos clínicos para o tratamento de transtornos de ansiedade, baseia-se na ideia de que a exposição controlada e repetida a sensações físicas aversivas — como aquelas associadas a episódios de medo ou pânico — pode levar à dessensibilização e, consequentemente, à extinção da resposta emocional disfuncional. Embora essa abordagem seja mais comumente aplicada em humanos, princípios semelhantes podem ser observados em modelos experimentais com animais, como demonstrado no estudo conduzido por Letícia Bühler sob orientação de Jociane de Carvalho Myskiw, no Centro de Memória do Instituto do Cérebro da PUCRS. No referido estudo, investigou-se a extinção da memória de medo condicionado ao contexto (MCC) em ratos Wistar machos, por meio de sessões de reexposição ao ambiente onde o medo havia sido inicialmente adquirido — ou seja, o contexto condicionado.
Essa reexposição, realizada com ou sem suporte social (presença de um coespecífico), funciona como um análogo da exposição interoceptiva, uma vez que os animais são colocados novamente em contato com os estímulos ambientais e internos associados ao episódio aversivo original (estímulos elétricos), mas em condições seguras e controladas. Dessa forma, o organismo entra em contato com os correlatos fisiológicos do medo (por exemplo, aumento do tônus muscular, imobilidade e aceleração cardíaca), sem que o evento traumático (choque) se repita — promovendo, portanto, o aprendizado de extinção. Os resultados do experimento mostraram que a extinção da memória de medo foi significativamente facilitada na presença do suporte social, e que essa modulação dependia da integridade funcional de regiões específicas do cérebro, como o córtex pré-frontal ventromedial (CPFvm), mas não da região CA1 do hipocampo.
Quando substâncias inibidoras da síntese de proteínas (anisomicina) ou da via mTOR (rapamicina) foram administradas após a sessão de extinção, a formação do novo traço de memória (de extinção) foi prejudicada — especialmente quando os animais estavam sozinhos. Esses achados reforçam a noção de que o processo de extinção de memórias de medo não consiste simplesmente no esquecimento da experiência original, mas sim na formação de uma nova memória que inibe a expressão da anterior. Além disso, o estudo destaca o papel fundamental de fatores contextuais e sociais na facilitação desse processo. Ao associar a exposição ao ambiente do medo com a presença de um coespecífico familiar, o sistema emocional do animal parece reinterpretar o estímulo como não ameaçador, processo análogo ao mecanismo de dessensibilização promovido pela exposição interoceptiva em humanos.
Exposição in vivo: A exposição in vivo é uma técnica central na terapia cognitivo-comportamental (TCC) para o tratamento de transtornos de ansiedade. Consiste na exposição direta e controlada do paciente a situações temidas no ambiente real, com o objetivo de promover a dessensibilização e a reestruturação cognitiva. Em um estudo conduzido por Bouchard et al. (2017), comparou-se a exposição in vivo com a exposição em realidade virtual no tratamento do transtorno de ansiedade social. Ambas as abordagens mostraram melhorias significativas nos sintomas, com a exposição em realidade virtual sendo mais prática para os terapeutas.
Reestruturação cognitiva: A reestruturação cognitiva é uma técnica fundamental da terapia cognitivo-comportamental (TCC), voltada para a identificação e modificação de pensamentos distorcidos que contribuem para emoções negativas, como o medo e a ansiedade. Essa abordagem auxilia os indivíduos a reconhecerem padrões de pensamento disfuncionais e a substituí-los por interpretações mais realistas e adaptativas.
O processo de reestruturação cognitiva envolve várias etapas:
- Identificação de pensamentos automáticos negativos: Reconhecer pensamentos espontâneos que surgem em resposta a situações específicas.
- Análise de distorções cognitivas: Avaliar se esses pensamentos se enquadram em padrões distorcidos, como catastrofização, pensamento tudo ou nada, ou supergeneralização.
- Desafio e questionamento dos pensamentos: Examinar a evidência a favor e contra esses pensamentos, considerando alternativas mais equilibradas.
- Substituição por pensamentos mais realistas: Formular interpretações mais precisas e construtivas da situação. Estudos revisados por pares demonstram a eficácia da reestruturação cognitiva no tratamento de diversos transtornos. Por exemplo, uma meta-análise publicada no Journal of Consulting and Clinical Psychology encontrou uma associação significativa entre a aplicação da reestruturação cognitiva e melhorias nos resultados psicoterapêuticos, com um tamanho de efeito médio de r = 0,35 (equivalente a d = 0,85). Além disso, pesquisas indicam que a reestruturação cognitiva é eficaz na redução de sintomas de ansiedade social em adolescentes, promovendo uma diminuição significativa na ruminação pós-evento e na ansiedade social.[32][33]

### Potencialização Farmacológica com D-Cicloserina (DCS)
A D-cicloserina é um agonista parcial do receptor NMDA que tem sido estudado como adjuvante na TCC. Pesquisas indicam que a administração de DCS antes das sessões de exposição pode facilitar o processo de extinção do medo, promovendo uma aprendizagem mais eficaz e duradoura. Ensaios clínicos demonstraram benefícios da combinação de DCS com TCC em transtornos como fobia social, transtorno obsessivo-compulsivo e transtorno de pânico.

### Modulação Molecular com Poliaminas
A modulação molecular com poliaminas representa uma abordagem promissora no aprimoramento de intervenções terapêuticas para transtornos relacionados ao medo e à ansiedade, como o transtorno de estresse pós-traumático (TEPT). As poliaminas — incluindo espermidina, espermina e putrescina — são moléculas endógenas que atuam como moduladores positivos dos receptores de N-metil-D-aspartato (NMDA), desempenhando um papel crucial na plasticidade sináptica, no aprendizado e na extinção de memórias aversivas. Em resumo, a modulação molecular com poliaminas oferece uma via potencial para aprimorar a eficácia de terapias baseadas em exposição, promovendo a extinção de memórias de medo de forma mais eficiente e duradoura. No entanto, são necessárias mais pesquisas para compreender plenamente os mecanismos envolvidos e traduzir esses achados para aplicações clínicas em humanos.

### Suporte Social durante a Exposição
A presença de um familiar ou amigo durante as sessões de exposição pode auxiliar na extinção do medo condicionado. Pesquisas indicam que o suporte social durante a terapia pode ativar áreas cerebrais específicas, como o córtex pré-frontal, facilitando a consolidação de novas memórias associadas à segurança. Essa estratégia pode ser particularmente útil em casos de fobias severas e TEPT.

### Extinção Pós-Recuperação (Post-Retrieval Extinction - PRE)
A Extinção Pós-Recuperação (Post-Retrieval Extinction – PRE) é uma técnica inovadora que combina princípios de reconsolidação da memória e extinção comportamental para atenuar memórias de medo. Essa abordagem visa reduzir a probabilidade de retorno do medo, um desafio comum em tratamentos convencionais de exposição. Embora promissora, a eficácia da PRE pode variar dependendo de fatores como o tipo de estímulo condicionado e as características individuais dos pacientes. Por exemplo, uma meta-análise sugeriu que a PRE reduz significativamente o retorno do medo para estímulos não relacionados ao medo, mas não para estímulos relevantes ao medo.
Em resumo, a Extinção Pós-Recuperação representa uma abordagem terapêutica emergente que busca modificar memórias de medo de forma mais eficaz e duradoura. Embora os resultados iniciais sejam encorajadores, são necessárias mais pesquisas para compreender plenamente seus mecanismos e otimizar sua aplicação clínica.

### Terapia de Exposição Tradicional
A terapia de exposição tradicional continua sendo uma estratégia eficaz na extinção do medo condicionado. Ela consiste na exposição repetida e controlada do paciente ao estímulo temido, sem a ocorrência de consequências negativas, permitindo que o medo diminua ao longo do tempo. Essa abordagem é aplicável a diversos transtornos de ansiedade, incluindo fobias específicas e TEPT. A eficácia da terapia de exposição pode ser potencializada com o uso de tecnologias, como a realidade virtual, que permite simular ambientes temidos de forma controlada. Estudos indicam que a terapia de exposição por realidade virtual (VRET) pode ser tão eficaz quanto a terapia de exposição convencional, sendo particularmente útil para pacientes que resistem à exposição tradicional.

## Diferenças individuais
As diferenças individuais desempenham um papel crucial na aquisição e extinção do medo condicionado, influenciando a eficácia de tratamentos como a terapia de exposição. Essas variações são determinadas por fatores genéticos, neurobiológicos, psicológicos e contextuais. A seguir, apresento um resumo das principais descobertas de estudos revisados por pares sobre esse tema: As diferenças individuais na extinção do medo condicionado são influenciadas por uma combinação de fatores genéticos, neurobiológicos, psicológicos e contextuais. Compreender essas variabilidades é essencial para desenvolver abordagens terapêuticas mais eficazes e personalizadas no tratamento de transtornos de ansiedade.
Diversos fatores genéticos e neurobiológicos exercem influência significativa sobre o medo condicionado. Estudos indicam que deficiências no transportador de serotonina (SERT) podem prejudicar a extinção do medo condicionado, sugerindo que variações genéticas nesse sistema influenciam a resposta ao medo. Em termos de estrutura cerebral, pesquisas revelam que a espessura do córtex pré-frontal ventromedial (vmPFC) está associada à capacidade de inibir respostas de medo, enquanto a espessura da ínsula posterior correlaciona-se com a intensidade da resposta ao medo condicionado. Essas estruturas cerebrais desempenham papéis distintos na regulação emocional.
Além dos aspectos neurobiológicos, o temperamento e traços psicológicos também influenciam significativamente os processos de medo condicionado. Indivíduos com altos níveis de emocionalidade negativa tendem a apresentar respostas de medo mais intensas e persistentes, além de uma extinção do medo menos eficaz. Esse traço está associado a um risco aumentado para transtornos de ansiedade.
Estudos em roedores corroboram essa variabilidade, demonstrando diferenças individuais significativas nas respostas de medo, como o comportamento de congelamento e vocalizações ultrassônicas, indicando que fatores individuais influenciam tanto a aquisição quanto a extinção do medo condicionado.

### Aprendizado e Taxa de Extinção
Variabilidade na Aprendizagem: Pesquisas revelam que há uma heterogeneidade substancial entre indivíduos na recuperação espontânea do medo após o treinamento de extinção, sugerindo que diferenças qualitativas na aprendizagem da extinção contribuem para essa variabilidade.

### Influência do Contexto
Memória Dependente do Contexto: A extinção do medo é altamente dependente do contexto em que ocorre. Mudanças no ambiente podem levar à recuperação do medo previamente extinto, destacando a importância de considerar o contexto nos tratamentos de exposição.

## Aspectos evolutivos
O medo condicionado evoluiu como um mecanismo de sobrevivência, permitindo que os organismos associassem estímulos neutros a eventos aversivos, antecipando perigos com base em experiências anteriores. Essa capacidade aumentou as chances de sobrevivência em ambientes hostis. Por exemplo, ao associar um som específico a um predador, um animal pode reagir mais rapidamente em futuras exposições. Esse processo é observado em diversas espécies, indicando sua importância adaptativa.
Embora o aprendizado do medo seja crucial para a sobrevivência, a extinção desse medo também se torna um processo adaptativo igualmente vital. Isso porque, ambientes mudam, e respostas de medo inapropriadas podem ser prejudiciais. A extinção permite que os organismos ajustem suas respostas comportamentais quando os estímulos anteriormente ameaçadores deixam de representar perigo. Esse processo adaptativo evita respostas de medo desnecessárias, conservando energia e promovendo comportamentos mais apropriados ao contexto atual.

### Circuitos Neurais Conservados
Estudos em animais e humanos identificaram circuitos neurais específicos envolvidos na extinção do medo, como a amígdala, o córtex pré-frontal ventromedial (vmPFC) e o hipocampo. Essas estruturas cerebrais são altamente conservadas entre espécies, indicando uma base evolutiva comum para o processamento do medo e sua extinção. A amígdala é central na formação e expressão do medo, enquanto o córtex pré-frontal está envolvido na modulação e supressão dessas respostas.

### Desenvolvimento Ontogenético
A capacidade de aprender e extinguir medos se desenvolve ao longo da vida. Essa variabilidade ontogenética reflete a interação entre fatores evolutivos e desenvolvimentais na modulação das respostas de medo. Estudos demonstram que adolescentes apresentam uma extinção do medo menos eficaz em comparação com crianças e adultos. Por exemplo, uma pesquisa publicada no Proceedings of the National Academy of Sciences revelou que adolescentes humanos e roedores têm uma regulação atenuada das respostas de medo dependentes da amígdala durante a extinção do medo, sugerindo um padrão não linear no aprendizado da extinção do medo ao longo do desenvolvimento.

## Pesquisas recentes e tendências
A pesquisa sobre medo condicionado avançou significativamente nas últimas décadas, impulsionada por novas tecnologias e abordagens conceituais que revolucionaram a compreensão dos mecanismos neurobiológicos subjacentes e suas aplicações clínicas.
Uma das revoluções do campo foi a criação de métodos avançados de neuroimagem, permitindo visualizações detalhadas da atividade cerebral durante processos de medo. A ressonância magnética funcional (fMRI) de alta resolução possibilita o mapeamento preciso da atividade em subnúcleos específicos da amígdala durante o condicionamento do medo. Complementarmente, a imagem por tensor de difusão (DTI) revela como variações nas conexões estruturais entre amígdala, hipocampo e córtex pré-frontal correlacionam-se com diferenças individuais nas respostas de medo.
Já técnicas como eletroencefalografia (EEG) e magnetoencefalografia (MEG) oferecem uma maior rapidez para rastrear a dinâmica do processamento do medo, enquanto a imagem molecular permite observar alterações in vivo nos sistemas de neurotransmissores, identificando potenciais alvos farmacológicos para intervenções terapêuticas
A optogenética por sua vez, representa um avanço transformador ao permitir controle preciso de populações neurais específicas através de luz. Estudos em roedores demonstraram que a ativação seletiva de vias entre amígdala basolateral e núcleo central pode induzir ou suprimir comportamentos de medo condicionado com alta precisão temporal. Esta tecnologia possibilitou a identificação de "células de engrama" na amígdala e hipocampo que codificam memórias de medo, revelando que sua ativação pode reativar a experiência emocional original mesmo na ausência do estímulo condicionado.
Por fim, a descoberta do fenômeno de reconsolidação – período em que memórias consolidadas tornam-se temporariamente maleáveis durante reativação – abriu novas fronteiras terapêuticas. Intervenções farmacológicas durante esta janela podem atenuar seletivamente o componente emocional das memórias de medo, com beta-bloqueadores como propranolol mostrando resultados promissores em estudos clínicos iniciais. Técnicas comportamentais aplicadas durante a reconsolidação demonstram efeitos mais duradouros que procedimentos tradicionais de extinção, potencialmente superando limitações como a recaída espontânea e a renovação contextual de respostas de medo.
Assim, é notável que diversas pesquisas estão expandindo o estudo do medo condicionado. O mapeamento de circuitos neurais completos além da amígdala, modelos computacionais integrando múltiplos níveis de análise, estudos epigenéticos investigando como experiências aversivas alteram a expressão gênica, pesquisas sobre a comunicação bidirecional entre intestino e cérebro, e aplicações de realidade virtual para estudar e tratar transtornos relacionados ao medo são todos exemplos desse avanço.
Estes avanços multidisciplinares não apenas aprofundam a compreensão fundamental dos mecanismos do medo condicionado, mas também possibilitam o desenvolvimento de intervenções terapêuticas mais precisas e personalizadas para diversas condições.

## Implicações sociais e éticas

### Considerações Éticas em Pesquisas com Humanos
Estudos de condicionamento e extinção do medo em humanos frequentemente utilizam estímulos aversivos, como choques elétricos leves ou sons altos, para induzir respostas de medo. Embora esses métodos sejam geralmente considerados seguros, eles podem causar desconforto significativo aos participantes. Pesquisadores enfrentam o desafio de equilibrar a validade ecológica dos experimentos com a necessidade de minimizar o sofrimento dos participantes. Por exemplo, a utilização de estímulos aversivos deve ser cuidadosamente calibrada para evitar danos psicológicos, especialmente em populações vulneráveis, como crianças e adolescentes.

### Implicações Sociais da Extinção do Medo
A extinção do medo condicionado tem implicações significativas para a saúde mental pública. Compreender os mecanismos de extinção pode informar intervenções terapêuticas para transtornos de ansiedade, como o transtorno de estresse pós-traumático (TEPT). Além disso, fatores sociais, como a exclusão social, podem influenciar a aquisição e extinção do medo. Estudos indicam que a exclusão social pode prejudicar a extinção do medo, possivelmente devido à mediação do córtex pré-frontal medial (mPFC).

### Aplicações Terapêuticas e Questões Éticas
A aplicação de técnicas de extinção do medo em contextos terapêuticos, como a terapia de exposição, levanta questões éticas sobre a manipulação de memórias emocionais. Embora essas intervenções possam ser benéficas, é crucial garantir que os pacientes estejam plenamente informados sobre os procedimentos e potenciais riscos. Além disso, a possibilidade de modificar memórias emocionais suscita debates sobre a identidade pessoal e a autenticidade das experiências vividas.

### Considerações Éticas em Populações Vulneráveis
A realização de pesquisas de extinção do medo em populações vulneráveis, como crianças e adolescentes, exige precauções adicionais. Esses grupos podem ter uma capacidade limitada de compreender os procedimentos e consentir plenamente. Além disso, a exposição a estímulos aversivos pode ter efeitos duradouros no desenvolvimento emocional. Portanto, é essencial implementar salvaguardas rigorosas e obter consentimento informado adequado ao conduzir tais estudos.